# ハイアイアイ群島
ハイアイアイ群島（ハイアイアイぐんとう、英語名：Hi-yi-yi Islands、Hi-Iay Islands、Heieiei Islands）は、博物学論文のパロディ作品『鼻行類』において鼻行類の生息地として設定された、架空の群島である。
以下、フィクションとしての設定内容について解説する。

## 概要
ハイアイアイ群島は太平洋戦争中の1941年に、スウェーデン人探検家エイナール・ペテルスン・シェムトクヴィスト によって発見された南太平洋の島嶼である。

1941年、日本軍に囚われたシェムトクヴィストは捕虜収容所から脱走して、群島の一つであるハイダダイフィ島 に漂着し、この群島の最初の発見者となった。彼が上陸した当時、島々には原住民フアハ＝ハッチ族(「Hooakha huchy」)が素朴な生活を営んでいたが、漂着者が外部から持ち込んだ流感により、一人残らず死に絶えた。
各島は、ポリネシア語系の「luwtengawko」 「lownunaooia」を除き、「Annoofussawubissy」「Osovitissy」　「Nawissy」「Awkoavussa」「Vinsy」「Mara」　「koavussa」　「Lowlukha」 「Naty」　「Nawissy」、第三紀初期と白亜紀の堆積層の含油層の発掘物から　家猫ほどの原始的なハナアルキの歯が発見されるたアウサダウサ島(owsuddowsa)、サンゴで出来た島「アウナヴァッサ(ownayussa)」「サワビシ(sawabisi)」海軍の基地がある「シェネラハ(shanelukha)」、豊かな生態系を持つ火山島「イサソファ(esussofa)」高原のある「ミタディーナ(mittuddinna)」、生物学研究所があるマイルーヴィリ(Ｍiroovilly)島など島の名前は、バイエルン訛のドイツ語である。
気候は熱帯に属している。主な島だけでも大小10以上からなるこの群島の総面積は1,690km2程度であるが、陸生三葉虫、原始的な昆虫など極めて特色ある生物群を有しており、なかでもこの島にしか棲息していない哺乳類である鼻行類（架空の学名：Rhinogradentia）は、その独特の生態や形態的特徴から動物学史上最大の発見とも評される。
これらの動物群については、ハイアイアイ・ダーウィン研究所博物館教授のドイツ人博物学者ハラルト・シュテュンプケ（Harald Stümpke、cf. ドイツ人動物学者ゲロルフ・シュタイナー［Gerolf Steiner］）によって詳細な研究論文 "BAU UND LEBEN DER RHINOGRADENTIA" が著されたが、本書が世に出る直前の1957年にハイアイアイ群島から200km離れた地で秘密裏に核実験が行われ、その影響によって地殻の歪みが発生し、ハイアイアイ群島に棲息する生物もろとも海面下に沈んだ。

## 先住民
シェムトクヴィストによれば、フアハ・ハッチ(自称)族は、ポリネシア系ユーロピドのようなものだったらしい。なお作者シュテュンプケは読者からの「人種に対する奇妙な呼称」「ハイダダイフィ島の活火山コツォバウシ(kotsobowsy　1752ｍ)が、「kotzen oben aus(上から吐き出す)の意の「kozobausi」、島の最高地点シャウアヌーンダ(showunnoonda　2230ｍ)という双耳峰は「schau hinter(下を見よ)」の意味の「schauanunda」といった「バイエルン方言」がある」という指摘のある投書に、「インドの文献で、1520年頃に、航海中ポルトガル人の上司と喧嘩 し、反乱を起こしたものの制裁としてある島へ捨てられたバイエルン系の木挽き20名がいると記述がある」とし、その島がハイアイアイ群島であり、彼らが先住民の祖となった可能性 を示唆した。
- 22人の首長による、厳然たる育児制限により、総人口は700人にとどまっている。また、武器を持たない。
- 春分と秋分の祭には、ホーナタタ(鼻行類の一種ナゾベームの先住民による呼称)を焼き、脂身を巻いたものを食べる
- また、儀式的な食事の際は「uronbombinator submersus」と呼ばれる両生類(「巨大なオタマジャクシ」と表現される)[7]を食べる。

前述の通り、彼らは流感により、シェムトクヴィストの漂着した数か月後、絶滅したため、詳細はほとんど不明である。

## 生態系
島嶼は白亜紀辺りに大陸から離れてできたと考えられるが、陸上で棲息し菌糸を食べる三葉虫、陸棲のプラナリアが生息している。
- ゴキブリが繁栄しており、適応放散の結果、群島には存在しない鱗翅目の担うべき生態的地位もこの種が占めている。
- トビケラの他、古網翅目の六翅目(３対目の羽が退化しているものも)の虫が棲息している。
- 「チョウモドキ・ティリトビガイ」という前鰓類の一種で、藻や地衣類を食べ、滑空して飛ぶ貝が、ハイダダイフィ島の森林部に生息[9]している。
- ヒプシボアス属という、ヒメウミツバメの近縁種と思われる鳥類が何種類かいる。
- マイルーヴィリ(Ｍiroovilly)島に生息するミミズの中には、「ニュージーランドのものと同属の」ものが含まれるほかファデラハ(fadelacha)湿地帯にはankelella属の巻貝がいる[10]。

植物相はマツバランやリンボク等、また、キンポウゲ、ランに似た植物(ウマノアシガタ科の植物に近縁らしい)がある。ミタディーナ島に茂るキンポウゲの群落はその美しさをシェムトクヴィストが称賛しているが、この花へ擬態した種が枯死している様もよく散見される。他にハイダダイフィ島の山岳にはWisoleka(ウィソレカ)と呼ばれる「バナナのような漿果」を成らせる植物が繁茂している。また高原地帯にマンモスハナアルキニンジン(Mammontopsisitos　dauciradix)と呼ばれるキク科草本の植物が生える。
鼻が異常に発達した哺乳類がいる他、マイルーヴィリ島には「マイルーヴィリ　ヌマチトガリネズミ」という、トガリネズミ が生息している。そのハナアルキの原始種と思われる水生生物の住むこの島の、ウィシウィシ(wisiwisi)川に「ウズムシ・コビトハナアルキ」 (remanonasus menorrhinus)と呼ばれる、全長2ｍｍほどで、脊索などの器官が退化し蠕虫様の姿になった鼻行類が生息している。
各々の島々にある沼沢地「ニオイラッパハナアルキ」が棲息している生息域に、藻類と、糞を分解するある種の菌類が発生しており、それを食べるキノコバエがいる。またその蛆はニオイラッパハナアルキと、ヤゴ(「ムツバネトンボ」という種類の幼虫)の餌になっている。繁殖期にはフリッチェ・ヒプシボアスと呼ばれるクロウタドリに似た飛べない鳥が営巣に来る。